# Franka Potente
Franka Potente (Münster, 22 luglio 1974) è un'attrice e cantante tedesca.

## Biografia
Franka nasce a Münster, nella Renania Settentrionale-Vestfalia, figlia di Hildegard, un'assistente medica, e Dieter Potente, un insegnante di remote origini italiane (il bisnonno paterno era un immigrato siciliano, giunto in Germania verso la fine del XIX secolo). Entra presso la Otto Falckenberg Schule di Monaco di Baviera nel 1994, dove studia recitazione, venendo poi ingaggiata per piccole parti in film di produzione tedesca. 
L'attrice è divenuta nota al pubblico internazionale per la sua interpretazione nel film a basso costo del 1998, Lola corre, ricevendo critiche positive e aggiudicandosi un Deutscher Filmpreis come miglior attrice nello stesso anno e, per la stessa categoria, un premio speciale della German Phono Academy all'International Biennal for Film Music nel 1999. Nel film Franka Potente ha avuto anche modo di debuttare nella musica pop, duettando con Thomas D; nonostante i vari album realizzati finora, la carriera di attrice è rimasta quella principale. Nel 1999 e nel 2000 è stata giudicata dal pubblico miglior attrice ai Deutscher Filmpreis; questi risultati hanno fatto crescere la sua fama anche nel resto d'Europa e negli Stati Uniti d'America.

## Vita privata
Vegana, l'attrice è stata fidanzata con il regista e connazionale Tom Tykwer dal 1998 al 2002; successivamente ha intrattenuto una breve relazione con l'attore statunitense Elijah Wood, quest'ultimo conosciuto sul set del film Tutto quello che voglio (2002). Si è poi sposata con l'attore statunitense Derek Richardson nel 2012, con il quale ha avuto due figlie, nate rispettivamente nel 2011, un anno prima del matrimonio, e nel 2013.

## Filmografia parziale

### Attrice

#### Cinema
- Dopo le cinque nella giungla (Nach Fünf im Urwald), regia di Hans-Christian Schmid (1995)
- Easy Day, regia di Hans Horn – cortometraggio (1997)
- Die drei Mädels von der Tankstelle, regia di Peter F. Bringmann (1997)
- Lola corre (Lola rennt), regia di Tom Tykwer (1998)
- Bin ich schön?, regia di Doris Dörrie (1998)
- Downhill City, regia di Hannu Salonen (1999)
- Südsee, eigene Insel, regia di Thomas Bahmann (1999)
- Schlaraffenland, regia di Friedemann Fromm (1999)
- Anatomy (Anatomie), regia di Stefan Ruzowitzky (2000)
- La principessa + il guerriero (Der Krieger und die Kaiserin), regia di Tom Tykwer (2000)
- Blow, regia di Ted Demme (2001)
- Storytelling, regia di Todd Solondz (2001)
- La mer, regia di Natja Brunckhorst e Frank Griebe – cortometraggio (2002)
- The Bourne Identity, regia di Doug Liman (2002)
- Tutto quello che voglio (Try Seventeen), regia di Jeffrey Porter (2002)
- Anatomy 2 (Anatomie 2), regia di Stefan Ruzowitzky (2003)
- I Love Your Work, regia di Adam Goldberg (2003)
- Blueprint, regia di Rolf Schübel (2003)
- La valigia di Luper - Parte II: Vaux To the Sea (The Tulse Luper Suitcases, Part 2: Vaux to the Sea), regia di Peter Greenaway (2004)
- The Bourne Supremacy, regia di Paul Greengrass (2004)
- Creep - Il chirurgo (Creep), regia di Christopher Smith (2004)
- Le particelle elementari (Elementarteilchen), regia di Oskar Roehler (2006)
- Meno male che c'è papà - My Father (Romulus, My Father), regia di Richard Roxburgh (2007)
- Eichmann, regia di Robert Young (2007)
- Che - L'argentino (The Argentine), regia di Steven Soderbergh (2008)
- Che - Guerriglia (Guerrilla), regia di Steven Soderbergh (2008)
- Shanghai, regia di Mikael Håfström (2010)
- Valerie, regia di Josef Rusnak (2010)
- The Conjuring - Il caso Enfield (The Conjuring 2), regia di James Wan (2016)
- La settima musa (Muse), regia di Jaume Balagueró (2017)
- Vite parallele (Between Worlds), regia di Maria Pulera (2018)
- 25 km/h, regia di Markus Goller (2018)
- The Haunted Swordsman, regia di Kevin McTurk – cortometraggio (2019)

#### Televisione

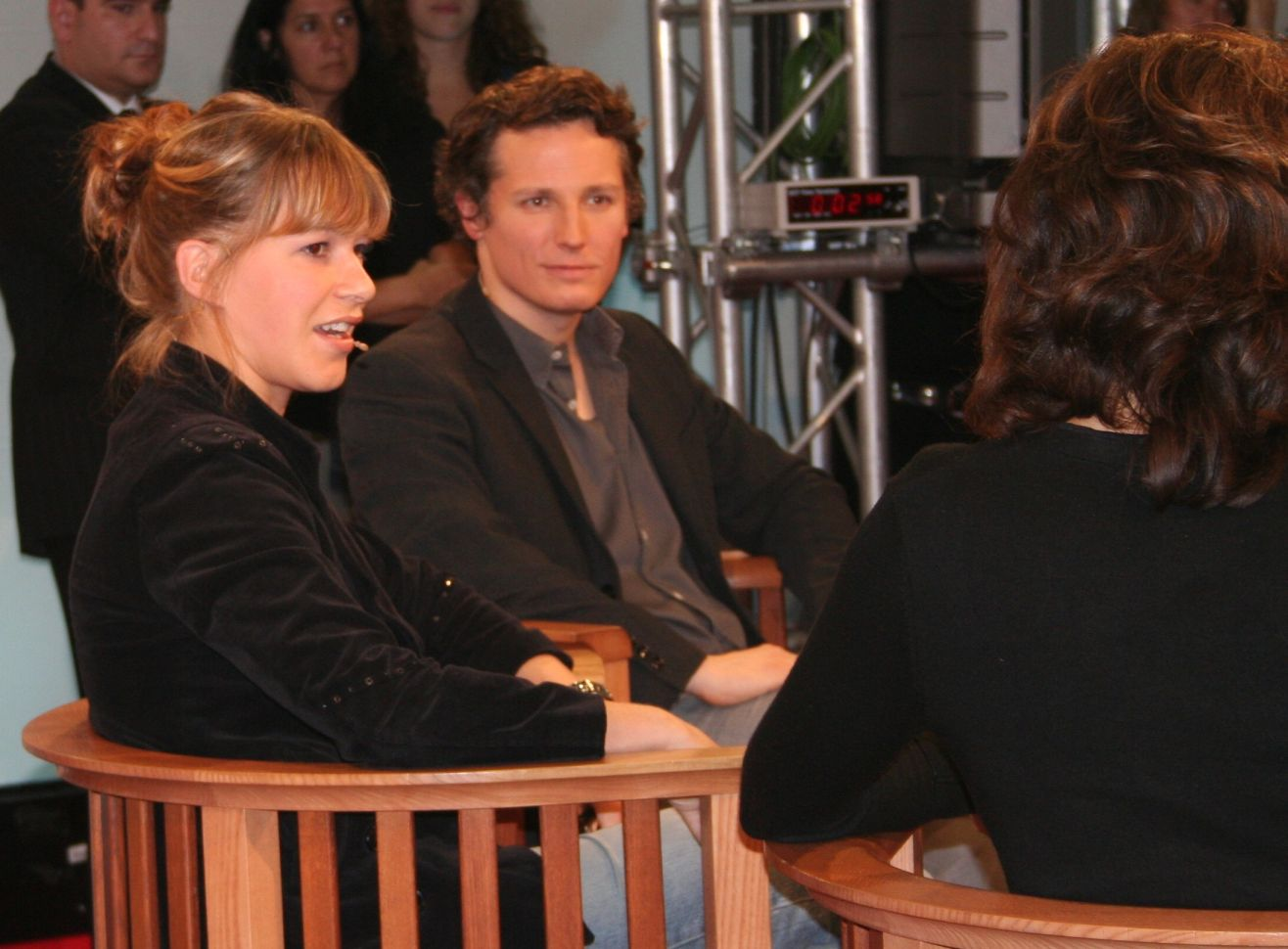
Franka Potente e Max Urlacher alla presentazione del loro libro Los Angeles - Berlin. Ein Jahr, a Francoforte sul Meno nel 2005

- Coming In, regia di Thomas Bahmann – film TV (1997)
- Une vie pour une autre, regia di Henri Helman – film TV (1997)
- L'ultimo valzer (Opernball), regia di Urs Egger – film TV (1998)
- Rennlauf, regia di Wolfram Paulus – film TV (1998)
- The Shield – serie TV, episodi 6x08-6x09-6x10 (2007)
- La Traque, regia di Laurent Jaoui – film TV (2008)
- Die Brücke, regia di Wolfgang Panzer – film TV (2008)
- Dr. House - Medical Division (House, M.D.) – serie TV, episodi 6x01-6x02 (2009)
- Psych – serie TV, episodio 5x09 (2010)
- L'affondamento del Laconia (The Sinking of the Laconia), regia di Uwe Janson – miniserie TV (2010)
- Beate Uhse - Das Recht auf Liebe, regia di Hansjörg Thurn – film TV (2011)
- Copper – serie TV, 20 episodi (2012-2013)
- American Horror Story – serie TV, episodi 2x04-2x05 (2012)
- The Bridge – serie TV, 12 episodi (2014)
- Dark Matter – serie TV, episodi 2x01-2x02 (2016)
- Der Island-Krimi, regia di Till Endemann – miniserie TV (2016)
- Taboo – serie TV, 7 episodi (2017)
- Claws – serie TV, 10 episodi (2018)
- Titans – serie TV, 10 episodi (2022-2023)
- Echo 3 – serie TV, episodi 1x05-1x10 (2022-2023)

### Doppiatrice
- Castlevania: Nocturne – serie animata, 11 episodi (2023-)

### Regista e sceneggiatrice
- Der die Tollkirsche ausgräbt – cortometraggio (2006)
- Home (2020)

## Discografia

### Singoli
- 1998 - Wish (Komm zu mir) (dalla colonna sonora di Lola corre, duetto con Thomas D)
- 1998 - Running One, Running Two, Running Three (dalla colonna sonora di Lola corre)
- 1998 - Easy Day
- 1998 - Believe (dalla colonna sonora di Lola corre)
- 2001 - Wish

## Doppiatrici italiane
Nelle versioni in italiano delle opere in cui ha recitato, Franka Potente è stata doppiata da:
- Chiara Colizzi in The Bourne Identity, The Bourne Supremacy
- Emanuela D'Amico in Creep - Il chirurgo, Psych
- Francesca Fiorentini in Dr. House - Medical Division, Taboo
- Laura Lenghi in Copper, American Horror Story
- Sonia Mazza in Meno male che c'è papà - My Father
- Barbara Salvucci in The Conjuring - Il caso Enfield
- Francesca Guadagno ne Le particelle elementari
- Ilaria Stagni ne La principessa + il guerriero
- Eleonora De Angelis ne La settima musa
- Laura Romano in The Shield
- Gabriella Borri in Lola corre
- Tiziana Avarista in Blow
- Sabrina Duranti in Titans

Da doppiatrice è sostituita da:
- Francesca Bielli in Castlevania: Nocturne